# مایکل متیو
مایکل متیو (انگلیسی: Michael Mathieu؛ زادهٔ ۲۴ ژوئن ۱۹۸۴) یک دونده اهل باهاما است.
وی در مسابقات بین‌المللی در مجموع برندهٔ ۴ مدال طلا، ۸ مدال نقره، ۳ مدال برنز شده‌است.
متیو در سال ۲۰۰۱ از دبیرستان سنت جورج در باهاما فارغ‌التحصیل شد و عنوان «برجسته‌ترین ورزشکار» بورس تحصیلی ورزشی برای حضور در کالج مسیحی جنوب غربی در تگزاس، ایالات متحده آمریکا را به دست آورد.
.